# Pommereuil
Pommereuil är en kommun i departementet Nord i regionen Hauts-de-France i norra Frankrike. Kommunen ligger i kantonen Le Cateau-Cambrésis som tillhör arrondissementet Cambrai. År 2022 hade Pommereuil 779 invånare.

## Befolkningsutveckling
Antalet invånare i kommunen Pommereuil
| Referens: INSEE |